# Tröstau
Tröstau è un comune tedesco di 2 603 abitanti, situato nel land della Baviera.